# Cubiceps whiteleggii
Cubiceps whiteleggii är en fiskart som först beskrevs av Waite, 1894.  Cubiceps whiteleggii ingår i släktet Cubiceps och familjen Nomeidae. Inga underarter finns listade i Catalogue of Life.